# Thomas L. Hamer

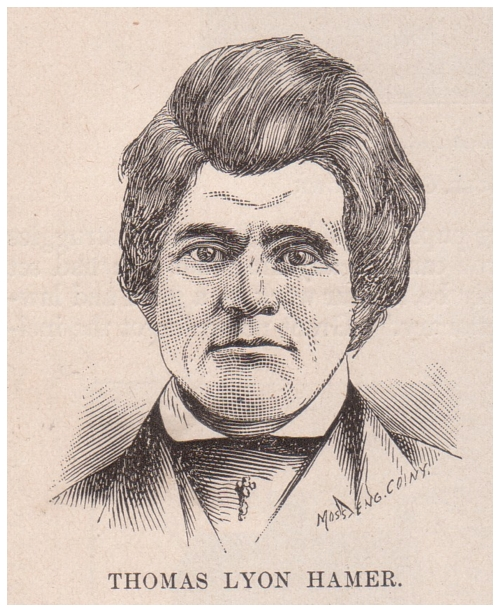
Thomas L. Hamer

Thomas Lyon Hamer (* Juli 1800 im Northumberland County, Pennsylvania; † 2. Dezember 1846 in Monterrey, Mexiko) war ein US-amerikanischer Politiker. Zwischen 1833 und 1839 vertrat er den Bundesstaat Ohio im US-Repräsentantenhaus.

## Werdegang
Thomas Hamer besuchte die öffentlichen Schulen seiner Heimat. Im Jahr 1817 kam er nach Ohio, wo er als Lehrer arbeitete. Nach einem Jurastudium und seiner 1821 erfolgten Zulassung als Rechtsanwalt begann er in Georgetown in diesem Beruf zu arbeiten. In den 1820er Jahren schloss er sich der Bewegung um den späteren Präsidenten Andrew Jackson an und wurde Mitglied der von diesem 1828 gegründeten Demokratischen Partei. In den Jahren 1825, 1828 und 1829 saß er als Abgeordneter im Repräsentantenhaus von Ohio, dessen Speaker er im Jahr 1829 als Nachfolger von Edward King war.
Bei den Kongresswahlen des Jahres 1832 wurde Hamer im fünften Wahlbezirk von Ohio in das US-Repräsentantenhaus in Washington, D.C. gewählt, wo er am 4. März 1833 die Nachfolge von William Russell antrat. Nach zwei Wiederwahlen konnte er bis zum 3. März 1839 drei Legislaturperioden im Kongress absolvieren. Diese waren bis 1837 von den Diskussionen um die Politik von Präsident Jackson bestimmt. Als Kongressabgeordneter nominierte Thomas Hamer den jungen Ulysses S. Grant für dessen Zulassung an der United States Military Academy in West Point.
Während des Mexikanisch-Amerikanischen Krieges wurde Hamer im Juli 1846 Brigadegeneral in den amerikanischen Streitkräften. Er nahm aktiv an den Kampfhandlungen teil. Im Herbst des Jahres 1846 wurde er erneut in den Kongress gewählt. Zu diesem Zeitpunkt befand er sich noch im Militäreinsatz in Mexiko, wo er am 2. Dezember 1846 überraschend starb. Daher konnte er sein Mandat im US-Repräsentantenhaus nicht mehr antreten. Am 2. März 1847 wurde er vom Kongress postum mit einem Ehrenschwert ausgezeichnet, das seinen Verwandten übergeben wurde. Er wurde in Georgetown beigesetzt. Sein Neffe Thomas Ray Hamer (1864–1950) wurde Kongressabgeordneter für Idaho.